# Chiềng Ân
Chiềng Ân là một xã thuộc huyện Mường La, tỉnh Sơn La, Việt Nam.
Xã Chiềng Ân có diện tích 85,33 km², dân số năm 1999 là 1461 người, mật độ dân số đạt 17 người/km².